# ハマハナヤスリ
ハマハナヤスリ（浜花鑢、学名: Ophioglossum thermale）はハナヤスリ科に属する真嚢シダ類の大葉シダ植物の1つ。和名は「浜花鑢」の意で、海岸近くに生えていることが多いのがその名の由来となっている。コヒロハハナヤスリなどに似ているが、葉が細長い。

## 特徴
夏緑性の草本だが、温暖な地域では常緑性となる。草丈は 5–25 cm（センチメートル）（多くは 7–20 cm）。地下の根茎は直立した塊状で、根からは不定芽を出す。生育の期間は4–12月で、この間に3–5本の葉を順次出してゆき、同時に2–3本の葉を出した状態でいるのが見られる。4倍体で、有性生殖を行う。8倍体も知られる。染色体数は n = 240, 480。
葉には栄養葉（担栄養体）と胞子葉（担胞子体）の区別があり、この両者が1つの共通柄（担葉体）から1つずつ生じる。共通柄は 2.8–5.2 cm（最大幅では 1.7–7.2 cm）。
栄養葉は単葉で狭長楕円形から披針形。形の変異は大きく、線形から卵形になることもある。長さは 3.0–4.5 cm (1.4–5.8 cm)、幅は 0.6–1.2 cm (0.3–1.6 cm)、長さと幅の比は 3.9–5.2 程度。葉質は厚い草質（または紙質）で色は黄緑色、葉縁は全縁、先端は鈍頭から鋭頭。葉柄は不明瞭で、次第に細くなって基部が共通柄につく。葉脈は網状脈で密になり、遊離小脈を持つ。基準種では二次脈は発達しないが、雑種と推定されるコハナヤスリでは二次脈も発達することが多いとされる。
胞子葉は分枝のない棒状で長さは 2.2–4.0 cm (0.6–6.4 cm)、幅は 0.2–0.3 cm (0.1–0.3 cm)、柄の長さは 5.2–9.6 cm (2.5–13 cm)。胞子の外皮は非常に細かい網目模様を持つため、ほとんど平滑に見える。

## 分布と生育環境
ロシアの極東地域（カムチャツカ半島など）から東アジア（日本、朝鮮、中国、台湾）、南洋諸島に分布する。日本国内では北海道、本州、四国、九州、琉球列島に広く分布する。
海岸の砂浜や内陸の日向の湿地に見られる。海岸の湿った砂地から河原や草原などに見られるが、内陸では少なくなる。内陸地でも造成地や砂砂利の駐車場などで散発的に発生する例もある。

## 分類と系統
本種は日本のハナヤスリ属の中ではコヒロハハナヤスリ O. petiolatum およびヒロハハナヤスリ O. vulgatum と近縁で、分子系統樹では同一クレード内に位置する。

### 記載
原記載は1914年にウラジーミル・レオンテヴィッチ・コマロフが記載したカムチャツカで得られたタイプに基づく。
日本では、牧野富太郎が千葉県一宮海岸から得られたものを新種 O. littorale として記載し、ハマハナヤスリと名付けた。1934年、原寛が北海道日高から得られたものを用いて、コマロフと牧野がそれぞれ記載したものと同じであることを明らかにした。また、コマロフの記載した O. thermale はその後ヨーロッパの研究者によりヒロハハナヤスリ O. vulgatum の変種とされていたが、原は胞子が粗い網目模様を持つヒロハハナヤスリとは明確に区別されることを示した。

### 類似種との比較
ハナヤスリ属は世界に約30種があり、日本では8種ほどが知られている。形態的には何れもよく似ているが、本種の特徴としては栄養葉の葉幅が狭いことが挙げられ、普通種のコヒロハハナヤスリ O. petiolatum と比べると本種ではその長さと幅の比が 3.9–5.2 であるのに対してこの種では 1.9–2.3 である。つまり本種では葉の長さが幅の約3倍以上、この種では2倍程度ということになる。より厳密には胞子の表面により識別でき、本種の表面はほぼ平滑であるのに対し、この種では細かな網目模様がある。なお、東京都の場合であるが、コヒロハハナヤスリに比べると出現数は遙かに少ないという。
また本種に似たもので栄養葉が、その基部を中心にやや幅広くなっているものがあり、これを本種の変種としてコハナヤスリ O. thermale var. nipponicum (Miyabe & Kudo) M.Nishida と呼んだが、これはコヒロハハナヤスリとの間の雑種であると考えられている。これは日本のみから知られており、国内では本州の関東地方以西、九州、そして琉球列島の伊平屋島から知られている。

## 保護の状況
環境省のレッドデータブックでは取り上げられていないが、都道府県別では以下のような指定がある。
- 絶滅危惧I類：秋田県・福島県・新潟県・東京都・石川県・福井県・三重県・京都府・大阪府・鳥取県・山口県・徳島県・高知県・福岡県・長崎県・熊本県
- 絶滅危惧II類：茨城県・兵庫県・広島県・愛媛県・大分県
- 準絶滅危惧：北海道・滋賀県
- その他：静岡県
- 情報不足：長野県・岡山県・島根県

上記の通り半数以上の都道府県で何らかの指定がなされている一方、国としては指定がない。京都府では唯一の産地が消えて以降再び確認されたことはないといい、また本来が遷移の一時期に出現するもので、生育環境の維持が難しいとされる。愛媛県では数市に生育地がある、としているがやはり生育環境の維持が難しいことを記している。